# 5 000 mètres féminin aux Jeux olympiques d'été de 2020
Pour des articles plus généraux, voir Athlétisme aux Jeux olympiques d'été de 2020 et 5 000 mètres aux Jeux olympiques.
Navigation
Rio 2016 Paris 2024
L'épreuve du 5 000 mètres féminin aux Jeux olympiques de 2020 se déroule les 30 juillet et 2 août 2021 au Stade olympique national de Tokyo, au Japon.

## Programme
Tous les horaires correspondent à l'UTC+9
| Date                     | Horaire | Manche |
| ------------------------ | ------- | ------ |
| Vendredi 30 juillet 2021 | 19 h 00 | Séries |
| Lundi 2 août 2021        | 19 h 00 | Finale |

## Records
Avant cette compétition, les records dans cette discipline étaient les suivants : 
| Record du monde  | Letesenbet Gidey (ETH) | 14 min 6 s 62  | Valence | 7 octobre 2020    |
| Record olympique | Gabriela Szabó (ROU)   | 14 min 40 s 79 | Sydney  | 25 septembre 2000 |

## Médaillées
| Or           | Argent       | Bronze       |
| Sifan Hassan | Hellen Obiri | Gudaf Tsegay |

## Résultats

### Finale
| Rang               | Athlète                   | Pays       | Temps    | Notes |
| ------------------ | ------------------------- | ---------- | -------- | ----- |
| Médaille d'or      | Sifan Hassan              | Pays-Bas   | 14:36.79 |       |
| Médaille d'argent  | Hellen Obiri              | Kenya      | 14:38.36 |       |
| Médaille de bronze | Gudaf Tsegay              | Éthiopie   | 14:38.87 |       |
| 4                  | Agnes Tirop               | Kenya      | 14:39.62 | SB    |
| 5                  | Ejgayehu Taye             | Éthiopie   | 14:41.24 |       |
| 6                  | Senbere Teferi            | Éthiopie   | 14:45.11 |       |
| 7                  | Nadia Battocletti         | Italie     | 14:46.29 | PB    |
| 8                  | Yasemin Can               | Turquie    | 14:46.49 |       |
| 9                  | Ririka Hironaka           | Japon      | 14:52.84 | NR    |
| 10                 | Selamawit Teferi          | Israël     | 14:54.39 |       |
| 11                 | Karissa Schweizer         | États-Unis | 14:55.80 |       |
| 12                 | Lilian Kasait Rengeruk    | Kenya      | 14:55.85 |       |
| 13                 | Elise Cranny              | États-Unis | 14:55.98 | SB    |
| 14                 | Karoline Bjerkeli Grøvdal | Norvège    | 15:09.37 |       |
| 15                 | Andrea Seccafien          | Canada     | 15:12.09 |       |

### Séries
Les 5 premières de chaque série (Q) et les 5 meilleurs temps (q) se qualifient pour la finale.

#### Série 1
| Rang | Athlète                       | Pays             | Temps    | Notes |
| ---- | ----------------------------- | ---------------- | -------- | ----- |
| 1    | Sifan Hassan                  | Pays-Bas         | 14:47.89 | Q     |
| 2    | Agnes Jebet Tirop             | Kenya            | 14:48.01 | Q, SB |
| 3    | Senbere Teferi                | Éthiopie         | 14:48.31 | Q     |
| 4    | Ejgayehu Taye                 | Éthiopie         | 14:48.52 | Q     |
| 5    | Lilian Kasait Rengeruk        | Kenya            | 14:50.36 | Q, SB |
| 6    | Yasemin Can                   | Turquie          | 14:50.92 | q     |
| 7    | Karissa Schweizer             | États-Unis       | 14:51.34 | q, SB |
| 8    | Selamawit Teferi              | Israël           | 14:53.43 | q, NR |
| 9    | Ririka Hironaka               | Japon            | 14:55.87 | q, PB |
| 10   | Andrea Seccafien              | Canada           | 14:59.55 | q     |
| 11   | Laura Esther Galván Rodríguez | Mexique          | 15:00.16 | NR    |
| 12   | Kaede Hagitani                | Japon            | 15:04.95 | PB    |
| 13   | Jessica Judd                  | Grande-Bretagne  | 15:09.47 |       |
| 14   | Camille Buscomb               | Nouvelle-Zélande | 15:24.39 |       |
| 15   | Prisca Chesang                | Ouganda          | 15:25.72 |       |
| 16   | Lucía Rodríguez               | Espagne          | 15:26.19 | PB    |
| 17   | Julie-Anne Staehli            | Canada           | 15:33.39 |       |
| 18   | Rose Davies                   | Australie        | 15:50.07 |       |
| 19   | Sarah Chelangat               | Ouganda          | 15:59.40 | SB    |

#### Série 2
| Rang | Athlète                   | Pays            | Temps    | Notes |
| ---- | ------------------------- | --------------- | -------- | ----- |
| 1    | Gudaf Tsegay              | Éthiopie        | 14:55.74 | Q     |
| 2    | Hellen Obiri              | Kenya           | 14:55.77 | Q     |
| 3    | Nadia Battocletti         | Italie          | 14:55.83 | Q, PB |
| 4    | Elise Cranny              | États-Unis      | 14:56.14 | Q, SB |
| 5    | Karoline Bjerkeli Grovdal | Norvège         | 14:56.82 | Q     |
| 6    | Nozomi Tanaka             | Japon           | 14:59.93 | PB    |
| 7    | Rachel Schneider          | États-Unis      | 15:00.07 |       |
| 8    | Rahel Daniel              | Érythrée        | 15:02.59 |       |
| 9    | Amy-Eloise Markovic       | Grande-Bretagne | 15:03.22 | PB    |
| 10   | Eilish McColgan           | Grande-Bretagne | 15:09.68 |       |
| 11   | Jenny Blundell            | Australie       | 15:11.27 |       |
| 12   | Esther Chebet             | Ouganda         | 15:11.47 |       |
| 13   | Dominique Scott           | Afrique du Sud  | 15:13.94 | SB    |
| 14   | Kate van Buskirk          | Canada          | 15:14.96 |       |
| 15   | Isobel Batt-Doyle         | Australie       | 15:21.65 |       |
| 16   | Diane van Es              | Pays-Bas        | 15:47.01 |       |
| 17   | Marthe Yankurije          | Rwanda          | 15:55.94 | SB    |
| -    | Francine Niyonsaba        | Burundi         | -        | DQ    |
| -    | Klara Lukan               | Slovénie        |          | DNF   |

## Légende
Records et Performances
- AR : Record continental (area record)
- CR : Record des championnats (championship record)
- MR : Record du meeting (meet record)
- NR : Record national (national record)
- OR : Record olympique (olympic record)
- PR : Record paralympique (paralympic record)
- PB : Record personnel (personal best)
- SB : Meilleure performance personnelle de la saison (season's best)
- WL : Meilleure performance mondiale de l'année (world leader)
- WJR : Record du monde junior (world junior record)
- WR : Record du monde (world record)

Circonstances et Conditions
- DNF : N'a pas terminé (did not finish)
- DNS : N'a pas pris le départ (did not start)
- DQ : Disqualification (disqualification)
- NM : Aucun essai valable enregistré (No Mark)
- Q : Qualifié « directement » au prochain tour (ou à la prochaine compétition), lors d'une compétition majeure, grâce au classement ou à la réalisation des minima (automatic qualifier)
- q : Qualifié au prochain tour (ou à la prochaine compétition), lors d'une compétition majeure, grâce au repêchage ou à la réalisation de l'une des meilleures performances parmi celles des « non qualifiés directement » (grâce au meilleur temps ou à la meilleure distance par exemple) (secondary qualifier)